# Francesco di Giorgio Martini
Francesco di Giorgio Martini , italijanski slikar, arhitekt in vojaški inženir, * 1439, † 1502.
Kot slikar je pripadal sienski šoli. Veljal je za vizionarskega arhitekturnega teoretika - z izrazom Nikolausa Pevsnerja: »enega najzanimivejših poznejših arhitektov Quattrocenta«. Kot vojaški inženir je izvajal arhitekturne načrte in kiparske projekte ter zgradil skoraj sedemdeset utrdb za Federica da Montefeltra, grofa (kasnejšega vojvodo) Urbinskega, gradil mestno obzidje in zgodnje primere utrdb v obliki zvezd.
Rodil se je v Sieni, vajenec je bil kot slikar pri Vecchiettiju. V ploščah, poslikanih za poročne skrinje (cassoni), je odstopil od tradicionalnih predstav veselih poročnih povork v frizih, da bi izrazil vizije idealnih, simetričnih, prostranih in vseh, razen praznih mestnih prostorov, upodobljenih v perspektivi.
Napisal je arhitekturno razpravo Trattato di architettura, ingegneria e arte militare, tretjo v Quattrocentu, po Leonu Battisti Albertiju in Filaretu; na njem je delal desetletja in končal nekje po letu 1482; krožil je v rokopisu. Takratni projekti so bili precej pred časom, vendar so novosti, na primer pri načrtovanju stopnišč, vodenja in podestih okoli odprtega središča ali razdelitvi ob podestu, da se simetrično vrnejo na vsako steno, postale del arhitekturnega besedišča v naslednjem stoletju. Tretja knjiga je zasedena z 'idealnim' mestom, omejenim znotraj zvezdastih poligonalnih geometrij, ki spominjajo na zvezdno utrdbo, katere klinasti bastijoni naj bi bili njegova novost.
Francesco di Giorgio je kariero končal kot arhitekt, zadolžen za dela v Duomo di Siena, kjer so na velikem oltarju njegovi bronasti angeli in nekaj mozaikov iz tal iz marmorja mu pripisujejo. Pripisujejo mu tudi zasnovo cerkve San Sebastiano v Vallepiatti v Sieni.

## Življenjepis

### Zgodnje življenje (1439–1470)
Francesco Maurizio di Giorgio di Martino, rojen	okoli leta 1439 v Sieni pri trgovcu s perutnino, je bil krščen 23. septembra 1439. O njegovi mladosti ni veliko znanega, le da naj bi bil zaradi podobnosti v slogu študent Vecchietta med zgodnjimi slikami Di Giorgia in slikami mojstra. Prvi zapis o njegovem umetniškem delu je iz leta 1464, ko je bil pri 25 letih plačan 12 lir za kip Janeza Krstnika. [6]
Poročen je bil dvakrat zaporedoma, ko je kmalu po poroki leta 1467 umrla njegova prva žena Cristofana. 26. januarja 1469 se je poročil z Agnese, hčerko Antonia di Benedetta di Neroccia in morda s sorodnico Neroccia di Bartolomea de' Landi, s katerim je Di Giorgio v teh letih delil studio in umetniško partnerstvo.

## Zgodnja dela v Sienu (1471–1475)
Di Giorgiova zgodnja leta kot poklicnega umetnika, arhitekta in inženirja so bila polna različnih projektov. Poleg različnih umetniških naročil, ki jih je v tem času opravil, je skupaj s še enim inženirjem iz Siene dobil pogodbo za delo na vodovodnem sistemu in sistemu vodnjakov, s ciljem, da se mestni oskrbi z vodo doda še približno tretjina vode. Uspelo jima je povečati vodnjak na trgu Piazza del Campo in narediti druge izboljšave po mestu ter uspešno izpolnil svojo pogodbo leta 1473. V tem obdobju je Di Giorgio sodeloval tudi s pomočniki pri sliki Marijino kronanje za Santa Maria della Scala (Siena), velik poslikan oltarni nastavek.
Sienski zapisi iz leta 1471 opisujejo epizodo, v kateri je umetnik skupaj z devetimi drugimi vdrl v samostan Svetega Odrešenika zunaj Siene in se »obnašal nečastno«. Obsojeni so bili na tri mesece izgnanja iz mesta ali na plačilo 25 lir globe, ki jo je plačal Di Giorgio.

### Urbino (1475–1484)
Sredi 1470-ih je Di Giorgia zaposlil Federico da Montefeltro, vojvoda Urbina. Za vojvodo je ustvaril več umetniških del, vključno z bronastim reliefom Snemanje s križa in služil kot arhitekt in inženir za vojvodo v  Pazzijevi zaroti. V bojih med italijanskimi mestnimi-državami, ki so sledili, je Di Giorgio za svojega pokrovitelja zgradil vrsto velikih utrdb. Ta vir zaposlitve za Di Giorgia se je nadaljeval po smrti da Montefeltra s sinom, novim vojvodom.
Arhitekturna dela je dobil tudi zaradi njegove zaposlitve pri vojvodi, vključno s tistim, kar je verjetno njegova najbolj znana stavba, Santa Maria delle Grazie al Calcinaio v Cortoni. Cerkev je bila zaradi strmega nagiba svoje lokacije zahtevna za oblikovanje, vendar mu je Di Giorgiova spretnost kot inženirja in arhitekta omogočila oblikovanje trdne stavbe, ki še vedno stoji.

### Vrnitev v Sieno in pozna kariera (1485–1500)
Pisma iz leta 1485 razkrivajo, da je sienska vlada pisala Francescu di Giorgio Martiniju, da ga prosi, naj se vrne v rodno mesto in se loti načrtovanja in gradnje javnih zgradb. Vrnil se je v mesto leta 1486 in za svoj položaj uradnega mestnega inženirja začel prejemati letno plačo 800 florinov, za katero bo pregledal vse inženirske projekte po vsej Sieni. Di Giorgio je dokončal tudi umetniške projekte za mesto, na primer skulpture angelov na svečnikih, ki jih je prispeval k oltarju v Opera del Duomo.
Tokrat je bil Di Giorgio uspešen in priljubljen, čigar prisotnost in strokovno znanje so se borili vladarji več mestnih držav, zlasti Siene in Urbina. Njegovi davčni dokumenti iz leta 1488 kažejo materialno bogastvo in družinsko bogastvo v obliki šestih otrok.
Leta 1490 ga je milanska vlada naročila za izdelavo modela kupole Milanske stolnice. Ta projekt ga je pripeljal na pot do mesta stolnice, kjer je spoznal Leonarda da Vincija, ki je bil prav tako najet za posvetovanje o stavbi. Očitno je Di Giorgio graditeljem stolnice dal koristne nasvete in za svoje težave je bil plačan 100 florinov.
Njegovo strokovno znanje kot vojaški inženir se je spet pokazalo med italijansko vojno 1494–98, ko je bil zaposlen pri Ferdinandu II. Neapeljskem. Uporabljal je predore in eksplozive pri pionirski uporabi rudarske tehnologije za bojevanje.
Leta 1499 je bil Di Giorgio izvoljen kot capomaestro Sienske stolnice.
Francesco di Giorgio Martini je bil omenjen v seznamu knjig Leonarda da Vincija. To kaže, da je bil Leonardo seznanjen z Martinijevimi deli.

### Smrt (1501)
Francesco di Giorgio Martini je umrl v starosti 62 let zunaj Siene leta 1501 ali v začetku 1502, potem ko se je sredi leta 1501 upokojil na podeželju. Njegova vdova je večino svojega življenja preživela v pravnih bitkah, povezanih s posestvom pokojnega arhitekta.